# イントゥ・グローリー・ライド
『イントゥ・グローリー・ライド 』（Into Glory Ride）は、アメリカ合衆国のヘヴィメタル・バンド、マノウォーが1983年に発表した2作目のスタジオ・アルバム。

## 背景
オリジナル・ドラマーのドニー・ヘムズィクの脱退に伴い、本作よりスコット・コロンバスがドラムスを担当した。バンドは前作『バトル・ヒムズ』を発売したEMIアメリカとの契約を解除された後、メガフォース・レコードへ移籍し、同社との契約書はメンバーの血で署名された。

## 評価
スティーヴ・ヒューイはオールミュージックにおいて5点満点中3点を付け「メロディが強調された『バトル・ヒムズ』から、極めてヘヴィな『ヘイル・トゥ・イングランド』へ至る過渡期のアルバム」と評している。Dom Lawsonは2016年、loudersond.comの企画「マノウォーの最もマノウォー的な10曲」において、本作からの「グローヴス・オブ・メタル」を4位に挙げた。

## 収録曲
特記なき楽曲はジョーイ・ディマイオ作。
1. ウォーロード "Warlord" – 4:15
2. シークレット・オブ・スティール "Secret of Steel" (Joey DeMaio, Ross the Boss) – 5:50
3. グローヴス・オブ・メタル "Gloves of Metal" (J. DeMaio, R. the Boss) – 5:25
4. ゲイツ・オブ・ヴァルハラ "Gates of Valhalla" – 7:12
5. ヘイトレッド "Hatred" – 7:42
6. レヴェレーション "Revelation (Death's Angel)" – 6:31
7. マーチ・フォー・リヴェンジ "March for Revenge (By the Soldiers of Death)" – 8:31

## カヴァー
「グローヴス・オブ・メタル」は、アナル・カントのアルバム『嫌われ者にゃワケがある』（1996年）において、フィル・アンセルモをゲスト・ボーカリストに迎えてカヴァーされた。

## 参加ミュージシャン
- エリック・アダムス - ボーカル
- ロス・ザ・ボス（英語版） - ギター、キーボード
- ジョーイ・ディマイオ - ベース、8弦ベース、ベース・ペダル
- スコット・コロンバス（英語版） - ドラムス、パーカッション